# 石田直理雄
石田 直理雄（いしだ のりお、1955年8月17日 - ）は、日本の分子生物学者。公益財団法人国際科学振興財団時間生物学研究所所長。専門は、時間生物学・生化学。医学博士。父は医学者の石田名香雄。

## 人物
米国ミシガン州生まれ、宮城県仙台市育ち。宮城県仙台第三高等学校、筑波大学第二学群生物学類卒業。大阪大学大学院医科学研究科を経て京都大学にて博士号取得。長年、産業技術総合研究所で時計遺伝子を研究した。その後、公益財団法人国際科学振興財団時間生物学研究所所長となり、現在に至る。研究対象は、時間生物学および神経変性疾患など。

## 学歴
- 1980年 - 筑波大学第二学群生物学類卒業[4]
- 1982年 - 大阪大学大学院医学研究科医科学修士課程修了
- 1986年 - 京都大学大学院医学研究科生理系博士課程修了（医学博士）

## 職歴
- 1986年 - 工業技術院 微生物工業技術研究所入所[4]
- 1989年 - 微生物工業技術研究所細胞機能研究室主任研究員
- 1990年 - 米国ラ・ホヤ 癌研究所客員研究員
- 1998年 - 工業技術院 生命工学工業技術研究所 生体情報部細胞情報研究室室長
- 1999年 - 東京工業大学大学院生命工学研究科生体分子機能工学専攻教授併任
- 2001年
  - 産業技術総合研究所 生物機能工学研究部門生物時計研究グループ長
  - 東北大学学際科学研究センター教授併任
- 2003年 - 筑波大学連携大学院教授併任
- 2007年 - 産業技術総合研究所 生物機能工学研究部門 上席研究員
- 2010年 - 産業技術総合研究所 バイオメディカル研究部門 上席研究員
- 2016年 - 公益財団法人 国際科学振興財団 時間生物学研究所 所長[5]

## 受賞歴、表彰歴
- 1995年 - つくば奨励賞「生物時計機構の分子生物学的研究」[6]
- 1996年 - 工業技術院長賞「生物時計の遺伝子工学的研究」[4]
- 1997年 - 第25回内藤記念特定研究助成金[7][4]
- 2007年 - キッズデザイン賞リサーチ部門「体内時計のﾒｶﾆｽﾞﾑとその応用研究」[8]

## 研究内容
- 免疫グロブリン遺伝子再構成の研究
- インターロイキン-2リセプター遺伝子発現制御の研究
- 細胞接着分子の研究
- 生物時計の遺伝子発現制御機構に関する研究[1]
- 神経変性疾患の睡眠異常[9]

## 主な著書

### 和文の編著作
- 「生物時計のはなし - サーカディアンリズムと時計遺伝子」石田直理雄、羊土社、2000年[10]
- 「きちんとわかる時計遺伝子」産総研、白日社、2008年[11]
- 「時間生物学事典」石田直理雄、本間研一、朝倉書店、2008年[12]
- 「看護のための最新医学講座（31巻）医学と分子生物学『体内時計のしくみ』」日野原重明、井村裕夫編、中山書店、2008年[13]